# Marko Felja
Marko Felja, slovenski nogometaš, * 19. oktober 1996, Brežice.